# Giuseppe Maria Festa
Giuseppe Maria Festa (Trani, 1771 – Napoli, 7 aprile 1839) è stato un musicista italiano. Fu il fratello di Francesca Maffei Festa  e Carlo Festa.

## Biografia
Giuseppe Maria Festa nacque da Vincenzo Festa di Acquaviva delle Fonti e Giuseppina De Chinis di Napoli. Tra i suoi zii, degno di nota è Andrea Festa. Il padre Vincenzo, oltre a insegnare al figlio la musica, fu un ottimo professore di violino e, nominato direttore del Teatro di musica a Trani, si trasferì in tale città. Secondo quanto riportato da Ottavio Serena (1895), Giuseppe Festa "fu insuperabile suonatore di violino, ma diresse per molto tempo la grande orchestra del Teatro San Carlo di Napoli". Degna di nota è l'affermazione di Gioachino Rossini, il quale affermò "di non aver conosciuto un professore di violino che meglio del Festa fosse atto a dirigere una grande orchestra".
Oltre al manoscritto di Cagnazzi, Notizie varie di Altamura, si ritrovano informazioni su Giuseppe Festa in alcune opere di Francesco Florimo. In particolare, Festa viene definito uno dei più valenti suonatori di violino (venendo nominato "maestro ispettore" di alcune scuole di musica) nonché uno dei più valenti direttori d'orchestra del XIX secolo.